# Tom May
Tom Alexander May (Londra, 5 febbraio 1979) è un ex rugbista a 15 internazionale per l'Inghilterra.
Attivo nei ruoli di ala o centro, dal termine della sua attività agonistica lavora come giornalista sportivo.

## Biografia
Prodotto del vivaio del Richmond, club londinese in cui crebbe, May divenne professionista nel 1998 con Newcastle, vincendo con il club del nord-est inglese le Coppe Anglo-Gallesi del 2001 e 2004.
Fu successivamente in Francia al Tolone per un biennio prima di tornare in Inghilterra a Northampton; dopo ulteriori due anni nelle Midlands tornò nella capitale inglese con il London Welsh in RFU Championship per un anno di contratto, rinnovato dopo la promozione in Premiership 2014-15, la sua ultima stagione, che si concluse con la repentina retrocessione del club.
In ambito internazionale vanta due partite con l'Inghilterra, entrambe nel 2009 durante il tour della nazionale in Argentina.